# Hans Kvalbein
Hans Inge Kvalbein (* 7. April 1942 in Oslo; † 19. Dezember 2013) war ein norwegischer lutherischer Theologe. Von 1984 bis 2011 war er ordentlicher  Professor für Neues Testament an der Theologischen Gemeindefakultät Oslo (heute MF vitenskapelig høyskole). 1981 promovierte er an der theologischen Fakultät der Universität Oslo mit der Dissertation Jesus und die Armen. Kvalbein hatte mehrere Forschungsaufenthalte in Deutschland, u. a. an den Universitäten in Erlangen und Tübingen. Von 1985 bis 1986 war er Gastprofessor am Lutheran Theological Seminary in Hongkong und von 1999 bis 2006 Vorsitzender des Übersetzungsausschusses der Norwegischen Bibelgesellschaft. Die Musikwissenschaftlerin Astrid Kvalbein ist seine Tochter.

## Werke (Auswahl)
- Jesus – Hva ville han? Hvem var han? Luther forlag 2008, ISBN 978-82-531-4581-5
- Fortolkning til Matteusevangeliet, Bd. I–II, Luther forlag 1998, ISBN 82-531-6068-2
- Jesus og de fattige. Jesu syn på de fattige og hans bruk av ord for «fattig». Luther forlag 1981, ISBN 82-531-7355-5